# Valburga
A Valburga utónév angolszász eredetű (óangol: Wealdburg, Wealburh) női utónév, jelentése: régi/erős vár.

Az MTA Nyelvtudományi Intézete által anyakönyvezhetőnek minősítve 2020 augusztusától.

## Gyakorisága
Szórványos.

## Névnapok
- május 1. magyar hagyomány szerint.[1]

A német ajkúak körében, óhazájuk hagyománya szerint: február 25. ― E dátum azonban az utónévnek német írásmódú, "W" betűvel írt formáihoz (Walburg, Walburga, Walpurga; Walburgis, Walpurgis) kötődik. Német nyelvterületen a május 1-je nem névnap!

## Története
Az utónév megtalálható a Magyar Tudós Társaság által 1838-ban közre bocsátott Magyar és Német Zsebszótár második (német- magyar) részében:

Walpurgis, die ; Valburga (nőnév).
Ugyanígy "V" betűvel írt honosított formában szerepelt az 1906-ban megjelent belügyminiszteri utónév-jegyzékben. 1919-ben, a magyarországi tanácsköztársaság idején törölték az állami utónév-jegyzékből; ami egyrészt összefüggött e proletárdiktatúrának dél-németországi kialakulásával (1919. április: Bajor Tanácsköztársaság), és másrészt összefüggött azzal, hogy a névadó Szent Valburga május 1-jei napja államilag a munkásosztály nemzetközi ünnepe lett.
A 2000-es évektől "W" betűvel írott formában (német helyesírás szerint), kizárólag német nemzetiségi utónévként lehetett hazánkban felvenni. 2020-tól vehető fel ismét bárkinek (nem német ajkú magyar állampolgárnak), magyar helyesírás szerint "V" betűvel írva. A magyarországi német ajkúak körében lehetőség van továbbra is a "W" betűvel írott formái közül nemzetiségi utónévként felvenni bármelyiket.

## Vele kapcsolatos
- 15. századi magyar okmányainkban szerepel az utónév (1426, 1437, 1439).[9]
- Szent Valburga barokk kori szobra hiányzó attribútumokkal Érd-ófaluban. (A szobor megrongálása 1919. évre  tehető.)

## Forrás
Az MTA Nyelvtudományi Intézete által anyakönyvi bejegyzésre alkalmasnak minősített utónevek jegyzéke - legutóbbi módosítása 2021. augusztus 1. (Hozzáférés: 2021 szeptember 2.)